# Čuš
Čuš je priimek v Sloveniji, ki ga je po podatkih Statističnega urada Republike Slovenije na dan 1. januarja 2010 uporabljalo 390 oseb in je med vsemi priimki po pogostosti uporabe uvrščen na 905. mesto.

## Znani nosilci priimka
- Andrej Čuš (*1990), slovenski politik, judoist
- Franc Čuš (*1953), inženir strojništva, univ. prof.
- Franc(i) Čuš (*1972), agronom in strokovnjak za vinogradništvo/vinarstvo
- Franci Čuš, prof. zgodovine in geografije, domoznanec ... (Gimnazija F. Miklošiča Ljutomer)
- Hedvika Čuš/Čus? (Vika Podgorska), igralka
- Milan Čuš (*1961), policist, pravnik, veteran vojne za Slovenijo
- Monika Čuš, pesnica
- Nenad Čuš Babič, psiholog
- Rok Čuš, naravovarstvenik
- Tjaša Čuš (*1987), slikarka (Tjasa Lumos)
- Vlado Čuš, slovenski judoist in politik
- Zlatko Čuš (*1960), elektrotehnik, tehnolog, športni padalec